# Gabriela Silvia Beju
Gabriela Silvia Beju (n. 30 mai 1947, Turnu Măgurele, Teleorman, România – d. 13 ianuarie 2021, Paris, Franța) a fost o sculptoriță română. 

## Biografie
Gabriela Silvia Beju a studiat la  Institutul de Arte Plastice din București, în perioada 1965-1971, clasa profesorului Ion Lucian Murnu. După absolvire a primit o bursă pentru sculptură la Școala specială de desen, din Köln, iar ulterior a studiat la Școala Națională Superioară de Arte Frumoase, din Paris. Din 1973 s-a stabilit în Franța.:p. 60 Este înmormântată în cimitirul Père Lachaise (divizia 12), din Paris.

## Activitate
Începând cu 1984, a fost profesoară la Universitatea Paris V și cercetătoare la Centrul de Cercetări ale Mediului și ale Arhitecturii Rurale din Paris.:p. 60
Sculptează cu preponderență în piatră.:p. 84   Printre cele mai reprezentative lucrări se numără: Victorie (1971, bronz), Iarba (1973 granit roz), Draperie (1978, marmură de Carrara). :p. 61

## Distincții
- Premiul Tinerilor Sculptori al UAP, București, 1971
- Premiul de Onoare, Saar, RFG, 1974
- Premiul Fundației Vocation, Franța, 1975[7]:p. 84

## Legături externe
- Gabriela Silvia Beju Arhivat în 7 martie 2018, la Wayback Machine., în "Oxford Art Online"